# Tracey Freeman
Tracey Freeman (10 gennaio 1948 – Gladstone, 4 ottobre 2023) è stata un'atleta paralimpica australiana. Vinse 10 medaglie paralimpiche.

## Biografia
Tracey Freeman divenne tetraplegica a causa della poliomielite all'età di due anni nel 1951, mentre viveva nella città di Mount Isa, nel Queensland. Fu trasferita al Crippled Children's Center di Sydney, nel sobborgo di Redfern, fino all'età di 15 anni, quando si trasferì al Mt Wilga Rehabilitation Centre. Sviluppò la passione per la competizione sportiva, essendo stata introdotta al tiro con l'arco, agli eventi di atletica leggera e al nuoto durante la riabilitazione. Si trasferì poi con la sua famiglia nel Queensland e trascorse del tempo al Kingsholm Rehabilitation Center a Brisbane. Si sposò poco prima di partecipare ai Giochi paralimpici di Heidelberg del 1972.

### Carriera sportiva
La prima competizione nazionale di Tracey Freeman furono i Giochi nazionali su carrozzina a Sydney, dove vinse tutte le gare a cui partecipò; batté i record australiani nel disco, giavellotto, lancio del peso e sprint sui 60 metri, e vinse una medaglia d'oro nel tennistavolo. Fu quindi selezionata per un posto nella squadra australiana ai Giochi paralimpici di Heidelberg del 1972, dove vinse tre medaglie d'oro, battendo i record mondiali di lancio del disco 1B femminile, giavellotto 1B femminile e getto del peso 1B femminile, e due medaglie d'argento nele gare dei 60 metri in carrozzina 1B femminile e slalom femminile 1B. Fu l'atleta di maggior successo ai Giochi tedesco-occidentali,
Difese i suoi titoli nazionali negli eventi di atletica leggera ai Giochi nazionali su carrozzina del 1973 ad Adelaide e vinse una medaglia d'oro nello slalom su carrozzina. Batté i record dei giochi ai Giochi paraplegici del Commonwealth del 1974 a Dunedin e vinse medaglie d'oro nel disco e nel getto del peso e medaglie d'argento nei 60 m e nello slalom ai primi FESPIC Games (Giochi dell'Estremo Oriente e sud Pacifico per disabili) in Giappone l'anno successivo. Ai Giochi paralimpici di Toronto del 1976, vinse tre medaglie d'oro con tre record mondiali nei 60 metri 1C femminile, nel giavellotto 1C femminile e nel lancio del peso 1C femminile e due medaglie d'argento nelle gare del disco 1C femminile e nello Slalom 1C femminile. Sperava di partecipare alle Paralimpiadi di Arnhem del 1980, ma un incidente d'auto poco prima dei Giochi l'ha costrinse a ritirarsi dalla competizione. Fece un ritorno all'inizio degli anni '90, quando vinse ancora una volta medaglie a livello nazionale e stabilì record australiani, prima di ritirarsi definitivamente nel 1996.

### Morte
Tracey Freeman è morta nel 2023, all'età di  75 anni.

## Vita privata
Si sposò poco prima di partecipare ai Giochi paralimpici di Heidelberg del 1972. Dal suo matrimonio nacquero due figli.

## Riconoscimenti
Nel 1976, Tracey Freeman divenne la prima atleta con disabilità a ricevere il premio Sportiva dell'anno The Courier-Mail. Nel 2000, ricevette la Medaglia dello sport australiano. Nel dicembre 2016, è stata introdotta nella Australian Paralympic Hall of Fame.

## Palmarès
| Anno | Manifestazione     | Sede       | Evento                                       | Risultato | Prestazione | Note |
| ---- | ------------------ | ---------- | -------------------------------------------- | --------- | ----------- | ---- |
| 1972 | Giochi paralimpici | Heidelberg | Atletica leggera - Lancio del disco 1B       | Oro       |             |      |
| 1972 | Giochi paralimpici | Heidelberg | Atletica leggera - Lancio del giavellotto 1B | Oro       |             |      |
| 1972 | Giochi paralimpici | Heidelberg | Atletica leggera - Getto del peso 1B         | Oro       |             |      |
| 1972 | Giochi paralimpici | Heidelberg | Atletica leggera - 60 metri in carrozzina 1B | Argento   |             |      |
| 1972 | Giochi paralimpici | Heidelberg | Atletica leggera - Slalom 1B                 | Argento   |             |      |
| 1976 | Giochi paralimpici | Toronto    | Atletica leggera - Lancio del disco 1C       | Argento   |             |      |
| 1976 | Giochi paralimpici | Toronto    | Atletica leggera - Lancio del giavellotto 1C | Argento   |             |      |
| 1976 | Giochi paralimpici | Toronto    | Atletica leggera - Getto del peso 1C         | Oro       |             |      |
| 1976 | Giochi paralimpici | Toronto    | Atletica leggera - 60 metri in carrozzina 1C | Oro       |             |      |
| 1976 | Giochi paralimpici | Toronto    | Atletica leggera - Slalom 1C                 | Oro       |             |      |